# 大河望
大河 望（たいが のぞむ、1月7日 - ）は、日本の男性声優、歌手。埼玉県所沢市出身。血液型はA型。2022年9月より株式会社Adroaig所属。以前はアーツビジョン、キャロットハウスに所属していた。

## 人物
- 劇団NLT俳優養成所第26期生。演技の基礎を学ぶ。
- 日本ナレーション演技研究所第10期特待生。講師は沢木郁也。
- 水木一郎ヴォーカルスクールで水木一郎、貴日ワタリに歌唱指導を受けていた。
- 2009年1月より、体調不良を理由に声優活動を休止していたが、2010年4月より活動を再開している。
- 2012年1月より、体調不良を理由に再び声優活動を休止。
- 2020年11月にTwitterにて活動再開を宣言。

## 出演作品

### テレビアニメ
- はじめの一歩（博多、練習生）

### webコンテンツ
- 松本零士ステーション零・ユマの物語（ハンマー・レドリル）
- 運命の巻戻士 〜絶望からの大逆転〜（チャワン）
- インプる君【ハケンはつらいよ　〜インプる君の東海道中膝栗毛〜 】（脇役キャラ）
- ウサライダー（戦闘員、気象衛星ひまわり男）
- ヒューマンバグ大学_闇の漫画（我妻京也、小森健太）
- 偉人バーサス（アルバート・フィッシュ、孫子）
- 二十二世紀の本棚ch【人生の悩み研究所＿解決漫画】（邪魔二流・男性モブ）
- 腹をきめました（パーソナリティ）
- carview!（クルマノトリセツ）

### 劇場版アニメ
- 鉄コン筋クリートCG映画パイロット版（クロ）

### ゲーム
- 愛しあう事しかできない（ヘアメイク 他）
- エニグマ（モンスター）
- カオスウォーズ（日向タケル、ヨアヒム）
- クリスタルクラス-王立聖ファリス女学園 水晶組-（モンスター）
- セカンドノベル 〜彼女の夏、15分の記憶〜（ユウイチ）
- シークレットゲーム-KILLER QUEEN-（隊長）
- 新天魔界ジェネレーションオブカオスV（ヴァルトロ、ルーサー）
- スペクトラルVSジェネレーション（龍健）
- スペクトラルフォース3 イノセントレイジ（ハマオウ、ジャドウ 他）
- スペクトラルソウルズ（蒼燕、ルキ）
- 戦国美少女絵巻空を斬る!!（織田の下忍、亡霊、戦闘時出現敵、猿）
- 破滅のマルス（日向タケル）
- Pia♥キャロットへようこそ!!G.P.（酒井陸）
- 月と魔法と太陽と（ハイネケン）
- ふたりのえりか　幼なじみと今彼女と（不破光治）
- 猟奇の檻 第2章（メガネ）
- マーダーミステリーアプリ・ウズ「さざんがはち」（ナレーション）
- 僕、アルバイトォォ!!（主人公）
- 変なプール（主人公）

### テレビCM
- 恐竜対戦 ダイノチャンプ 最強DNA発掘大作戦（ナレーション）
- ZOIDS SAGA FUZORS（ナレーション）
- 海老名ビナウォーク（ナレーション）
- DoCLASSE「MENS・360°ストレッチナイロンGOLFパンツ」（ナレーション）

### 映画
- 夢（エキストラ）

### 舞台
- カラミティージェーン
- ブールヴァール小品集

### TVドラマ
- ウルトラマンになりたかった男

### その他
- ブラックホールを捜せ（プラネタリウム登場キャラクター）
- 音楽CD Jenyaのアルバム なつやすmusic COLORFUL☆FESTIVAL (DJ VOICE)